# Yidis
El yidis, yiddish (ייִדיש yídish, pron. ['jidiʃ]) o ídish (אידיש ídish), también conocido como judeoalemán, es un idioma hablado por las comunidades judías asquenazíes tanto del centro como del este de Europa, y sus emigrantes y descendientes en Israel, el continente americano y otros lugares del mundo. La base sintáctica y gran parte del léxico del yidis provienen del alto alemán, aunque también posee influencias del idioma hebreo y de algunas lenguas eslavas.  
Clasificado como lengua altogermánica, la ortografía del yidis usa los caracteres del alfabeto hebreo (al igual que otras lenguas judías derivadas de idiomas europeos como el judeoespañol) y la vocalización que lo caracteriza (conocida como píntelaj) posee características singulares. El nombre del idioma proviene del alto alemán, donde originalmente se conocía como jüdisch-deutsch (idioma alemán judío). 
El yidis se desarrolló en Alemania a partir del siglo X y fue desde entonces evolucionando en Europa Central y en Europa del Este junto a las lenguas locales. Como resultado del antisemitismo en Rusia y numerosas regiones de Europa entre 1880 y 1945; la emigración de muchos judíos europeos hacia Estados Unidos, Sudamérica y Palestina; la preferencia del sionismo por el hebreo y su hostilidad hacia el yidis; el asesinato de dos tercios de los judíos europeos por los nazis (Shoah) y la creación del moderno Estado de Israel con el hebreo como lengua oficial (además del árabe), se produjo una enorme e irreparable pérdida para el idioma yidis y las diferentes expresiones culturales ligadas a él. La población hablante del yidis se redujo así de 13 millones en 1930 a tres millones de personas en 2005.[cita requerida]
Los judíos ultraortodoxos y algunos de los ortodoxos emplean a diario el yidis para comunicarse entre ellos, ya que consideran que la lengua hebrea propia de la Antigüedad es sagrada y solo se debe usar en las plegarias o para el estudio de la Torá. 

## Alfabeto yidis
Para su escritura, el yidis recurre al alfabeto hebreo.

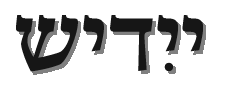
La palabra «yidis» escrita en caracteres hebreos (ייִדיש)

| Letra | Transcripción según el YIVO | Nombre                 |
| א     |                             | shtumer alef           |
| אַ     | a                           | pasej alef             |
| אָ     | o                           | komets alef            |
| ב     | b                           | beis                   |
| בֿ     | v                           | veis                   |
| ג     | g                           | guiml                  |
| ד     | d                           | daled                  |
| ה     | h                           | hey                    |
| ו     | u                           | vov                    |
| וּ     | u                           | melupm vov             |
| ז     | z                           | zain                   |
| ח     | kh                          | jes                    |
| ט     | t                           | tes                    |
| י     | y, i                        | yud                    |
| יִ     | i                           | jirek yud              |
| כּ     | k                           | kof                    |
| כ ך   | kh                          | jof, languer jof       |
| ל     | l                           | lamed                  |
| מ ם   | m                           | mem, shlos mem         |
| נ ן   | n                           | nun, languer nun       |
| ס     | s                           | samej                  |
| ע     | e                           | ain                    |
| פּ     | p                           | pey                    |
| פֿ ף   | f                           | fey, languer fey       |
| צ ץ   | ts                          | tsadek, languer tsadek |
| ק     | k                           | kuf                    |
| ר     | r                           | reish                  |
| ש     | sh                          | shin                   |
| שׂ     | s                           | sin                    |
| תּ     | t                           | tof                    |
| ת     | s                           | sof                    |

| Letra | Transcripción según el YIVO | Nombre           |
| װ     | v                           | tsvey vovn       |
| זש    | zh                          | zain-shin        |
| טש    | tsh                         | tes-shin         |
| ױ     | oy                          | vov yud          |
| ײ     | ey                          | tsvey yudn       |
| ײַ     | ay                          | pasej tsvey yudn |

Ejemplo:
| Yidis           | וועט האָבן גוט טאָג, די איינער וואס נעמט זיין תפילה בוך צו דער שול     |
| Transliteración | Vet hobn gut tog, dy aeyner vas nemt zeyn tfila buk tzu der shul.    |
| Traducción      | Tendrá un buen día, quien lleva su libro de plegarias a la sinagoga. |

## Léxico
La mayoría de palabras comunes son germánicas: מאַמע mame (madre), טאַטע tate (padre), ייִנגעלע yingele (niño), מײדעלע meydele (niña), pero muchas palabras provienen del hebreo y arameo: שבת shabes (sábado y el sabbat), אפֿשר efsher (quizás), מוחל זײַן moykhl zayn (perdonar), דירה dire (apartamento), חזר khazer (cerdo). 
Tradicionalmente, el yiddish es די מאַמע־לשון di mame-loshn (la lengua materna del pueblo askenazí) y, en el uso cotidiano, en contraste con לשון־קודש loshn-koydesh (la lengua sagrada, es decir, la lengua de las escrituras sagradas del judaísmo: hebreo y arameo).

## Refranero
Los refranes son uno de los rasgos distintivos del yidis. Los siguientes son solo algunos ejemplos del saber popular:
- אײן גאָט און אַזױ פֿיל שׂונאים Ein Got un azoi fil sonim. — Un Dios y tantos enemigos.
- אַז מען קען נישט טאָן װי מען װיל טוט מען װי מען קען az men ken nisht ton vi men vil tut men vi men ken. — Si no puedes hacer lo que quieres, haz (entonces) lo que (sí) puedes.
- דאָס לעבן איז נישט מער װי אַ חלום, אָבער מער מיך נישט אױףDos lebn iz nisht mer vi a jolem, ober mer mich nit oif. — La vida no es más que un sueño, pero no me despiertes.
- רעד צום לאָמפּ/רעד צו דער װאַנט Red tzum lomp / tzu de vant . — Háblale a una lámpara / la pared (ironía: ¡como si ella te fuera a escuchar!).

## Expresiones artísticas

### Cancionero y música
Entre las expresiones clásicas de la cultura yidis se destacan:
- Chiribim Chiribom — Daniel Pruzansky
- Iánkele — Mordechai Gebirtig

- Ikh bin a kleyner dreydl

- Ídish Lid — Misha Alexandrovich
- Kinderiohren'' — Bente Kahan
- Main Shtetéle Belz — Talila
- Maine Yiddische Mame — Regine Zylberberg
- Oyfn Pripetchik — Esther Ofarim
- Roménye, Roménye — Aaron Lebedeff
- Tumbalalaika — Rika Zarai
- La Cumparsita — Tango rioplatense, homenaje con reflexiones en yidis.[7]
- Bei mir bistu shein (Para mí eres guapa) — Max Raabe, yidis con explicaciones en inglés
- Di Goldene Pave — A Jewish Odyssey

- Papirosn (cigarrillos)

- Zog Nit Keynmol

Parte considerable de la producción musical yidis y también sus partituras son preservadas en la Universidad estadounidense de Yale.

### Pintura
No pocos refranes provenientes del yidis han encontrado su expresión en las artes visuales. Artista de enorme inventiva y creatividad, Marc Chagall con frecuencia capturaba en su imaginería vanguardista el humor y espíritu propios de la cultura yidis. Diferentes aspectos de la cultura yidis se encuentran también reflejados en la obra de otros tantos pintores judíos anteriores a Chagall, quienes cultivaron por lo general el realismo pictórico y entre quienes merecen ser mencionados Isidor Kaufmann, Maurycy Gottlieb y Maurycy Mikowski.

### Literatura
Mucha de la literatura jasídica, en especial las parábolas, fue escrita en yidis. Sin embargo, hasta el siglo XIX no aparece una literatura secular sofisticada en la lengua. La literatura yidis del siglo XIX tuvo tres principales exponentes: Sholem Aleijem, Yitzjac Leibush Peretz, Mendele Moijer Sforim (vendedor de libros en hebreo) y Sholem Asch. Otros famosos escritores en lengua yidis son Zalman Shneour, Jaim Grade e Isaac Bashevis Singer. Este último recibió el Premio Nobel de literatura en 1978. En español está editada, por la editorial Cátedra, una selección de sus obras cortas: "Un amigo de Kafka y otros relatos", así como la novela "La familia Moskat", editada por RBA, que representa un fiel reflejo del modo de vida y costumbres de los judíos polacos antes del Holocausto.

## Evolución y situación actual

### Orígenes

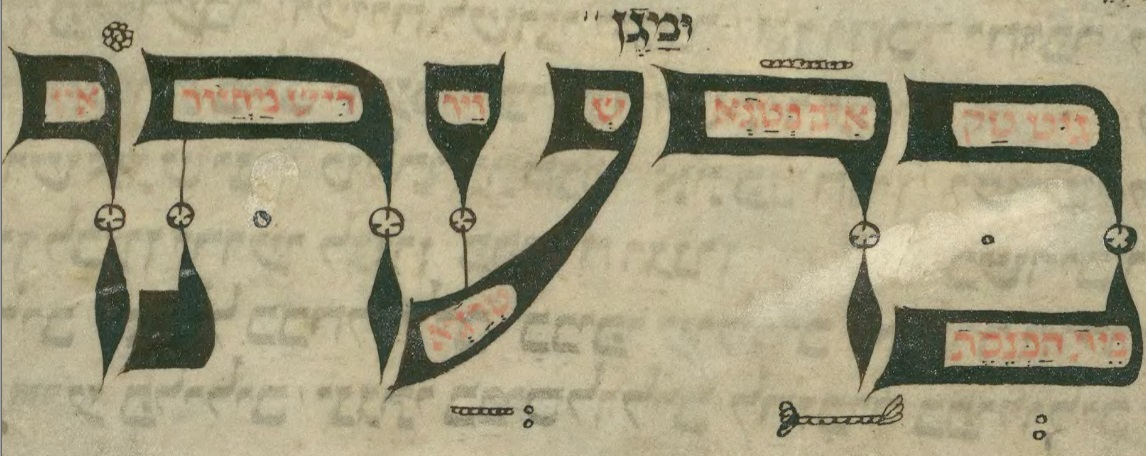
Segmento caligráfico en yidis del Majzor de Worms, 1272. Un majzor es un libro de oraciones y plegarias.

El yidis se remonta a la Alemania medieval, donde en torno al siglo X se formó la cultura judía asquenazi, diferente de la sefardí. El texto yidis más antiguo que se conserva es el Mahzor de Worms de 1272. La cultura asquenazi se extendió después hacia Europa central y oriental. Se diferenciaron así dos dialectos yidis: el occidental, con mayor influencia germánica, y el oriental, con influencia de lenguas eslavas.
Las comunidades asquenazíes usaban tres lenguas: hebreo, arameo y yidis. Las tres disponían de representación escrita, pero solo el yidis podría considerarse un idioma vernáculo. El yidis se empleaba en obras de naturaleza laica y para la correspondencia privada. Para la correspondencia comunitaria y los comentarios bíblicos se utilizaba el hebreo mientras que el arameo se reservaba para los textos más importantes, incluyendo los tratados oficiales (especialmente comentarios sobre el Talmud) y la Cábala.[cita requerida]

### Ramas dialectales

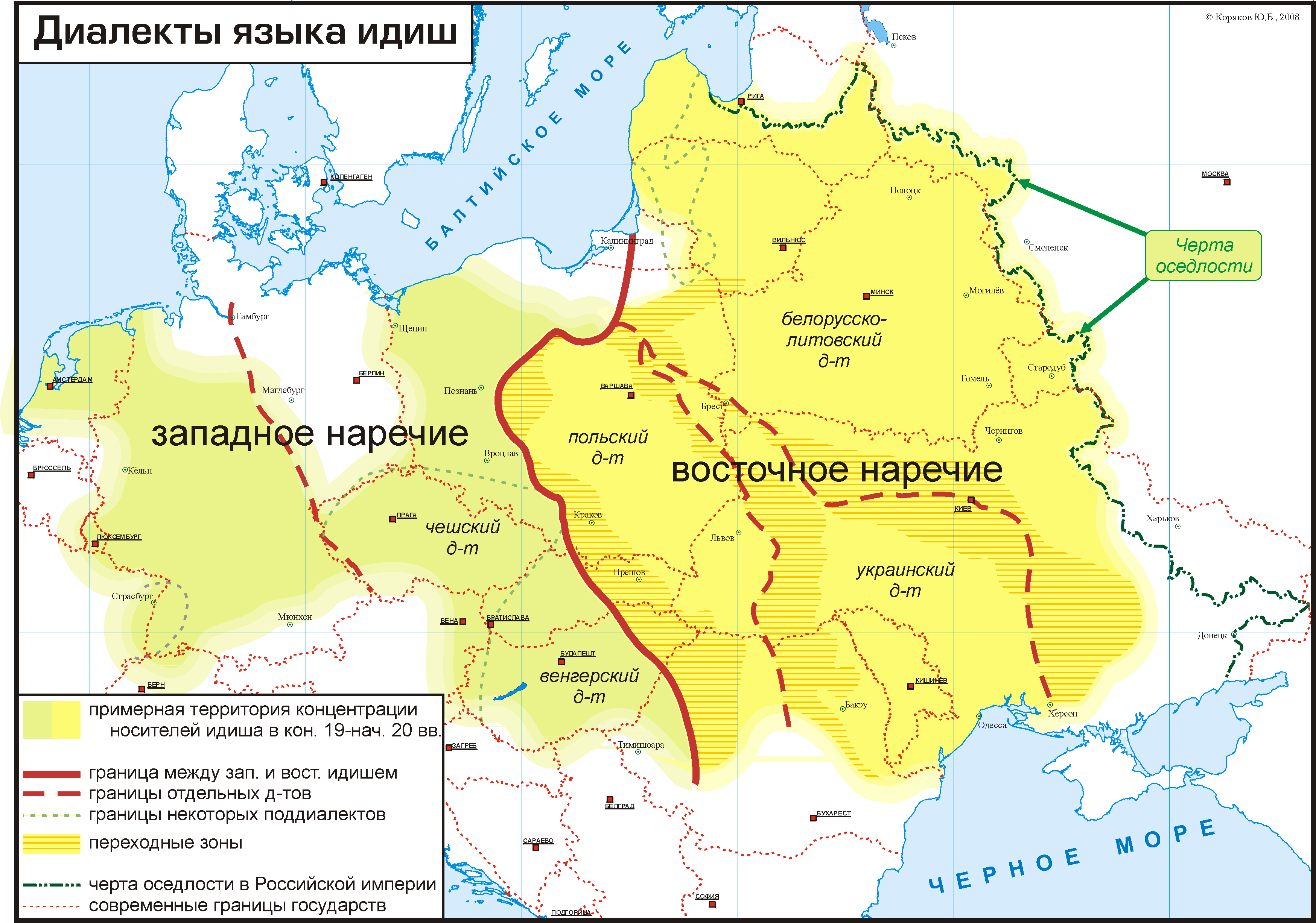
Yidis occidental.
Yidis oriental. Las líneas segmentadas establecen áreas con diferencias de cadencia o entonación.

Existen dos principales ramas dialectales históricas del yidis: el yidis occidental y el yidis oriental.
- El yidis occidental se hablaba en los actuales Alemania, Países Bajos, Suiza, Alsacia (Francia), Chequia y las partes occidentales de Polonia, Eslovaquia y Hungría.[10] El yidis occidental es hablado hoy día por solamente 50 000 personas, por lo que su transmisión intergeneracional es problemática y se halla en proceso de ruptura. Hay esfuerzos de revitalización en curso para que la lengua se transmita a la siguiente generación y perviva como lenguaje doméstico.[11]
- El yidis oriental se extendía por las actuales Ucrania, Bielorrusia, Rumania, Moldavia, Lituania, y las partes orientales de Polonia, Eslovaquia y Hungría.[12] Es hablado hoy por 1 505 030 personas. Posee el estatus de idioma a nivel educativo: se trata de un lenguaje aún empleado, provisto de estandarización y literatura, sostenido y difundido a través de un sistema educativo institucionalizado, incluso más allá del uso doméstico y comunitario.[13]

### En Palestina e Israel

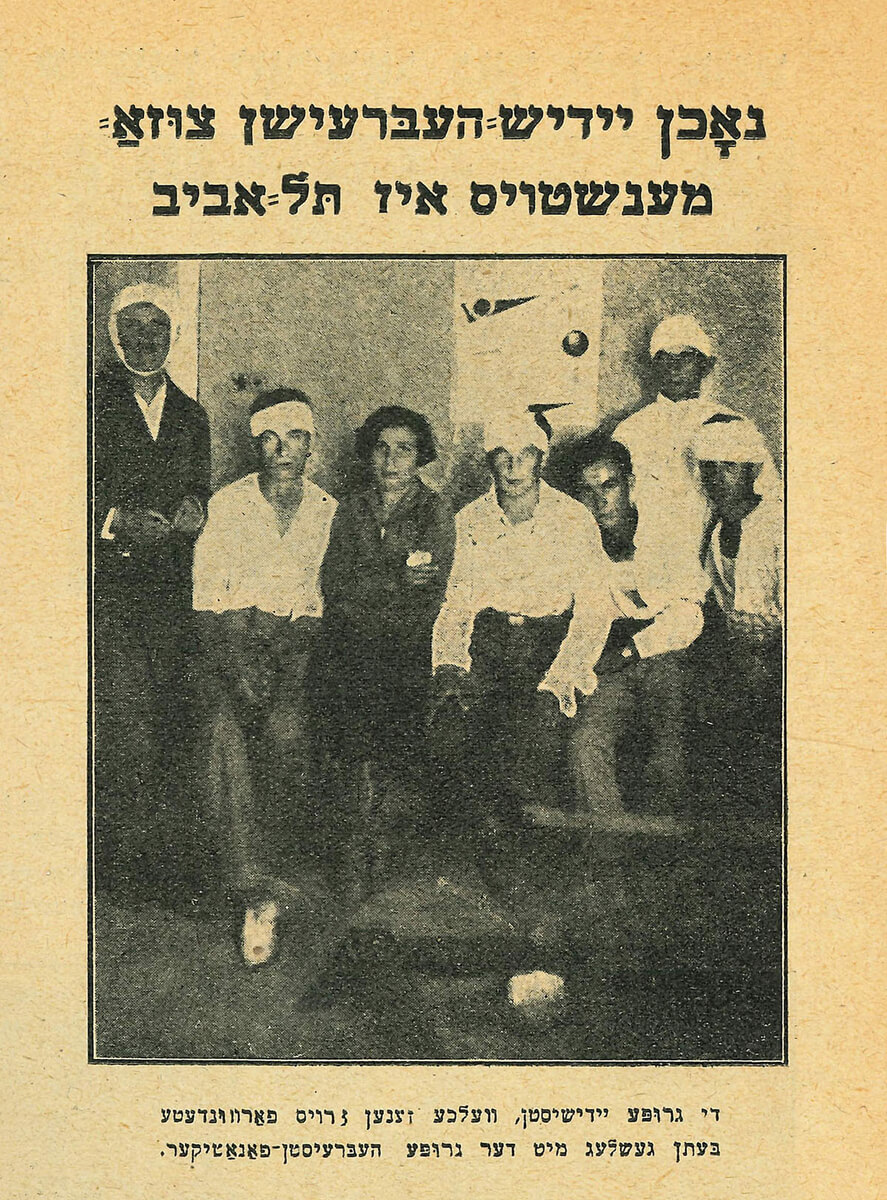
Un grupo de hablantes de yidis heridos tras ser atacados por "fanáticos del idioma hebreo" en Tel Aviv en 1928.

Pequeñas comunidades asquenazíes se asentaron en Palestina durante la dominación mameluca, a finales del siglo XV. En los siglos siguientes fueron llegando otros inmigrantes asquenazíes, por ejemplo desde Polonia en 1700. Su yidis evolucionó integrando vocablos y rasgos del árabe local mientras que para comunicarse con los judíos árabes y sefardíes utilizaban el hebreo rabínico
A partir de 1880, una serie de pogromos contra judíos en varios puntos del Imperio Ruso empujó a millones de asquenazíes a emigrar. La mayoría se dirigió a Estados Unidos y otros países americanos (principalmente Argentina, Canadá, Brasil, Uruguay, Chile, México y Colombia) pero algunos se asentaron en la Palestina otomana. En este contexto surgió la ideología sionista, que perseguía la creación de un estado-nación judío en Palestina. Los sionistas intentaban "revivir" el hebreo como lengua vernácula y modernizarla, de modo tal que fuese uno de los pilares de la nación judía.
Por el contrario, los partidarios del bundismo (Bund, partido obrero socialdemócrata judío de Rusia, Lituania y Polonia), que en esa época era el grupo político mayoritario entre las masas judías, planteaba la necesidad de acompañar la epopeya socialista internacional con una construcción nacional cultural que incluía la promoción de la enseñanza del yidis y la difusión de su literatura. Los bundistas consideraban que el yidis era un "idioma proletario", dado que era hablado por las masas judías; en contraste con el hebreo bíblico y talmúdico, heredado de la tradición religiosa y de la que ellos se querían desprender. Es más, los bundistas veían la modernización de la lengua hebrea perseguida por los sionistas como una estrategia propia del "nacionalismo burgués".
Los sectores judíos ortodoxos apoyaban también la promoción del yidis, pero por razones muy diferentes al proyecto nacional cultural y socialista del Bund: los judíos religiosos rechazaban la idea sionista de usar la lengua sagrada (el hebreo) como lenguaje cotidiano por considerarla sacrílega. 
Favoreciendo el laicismo y agrupados en el Folkspartei, liberales y pequeñoburgueses también preferían el yidis, pero se oponían tanto al proyecto sionista como a las intenciones revolucionarias del Bund.
Mientras que los líderes sionistas usaban su yidis materno para difundir sus ideas por todo el mundo, en Palestina surgieron movimientos sionistas radicales que buscaban erradicar el yidis en favor del hebreo. En 1913, un grupo de estudiantes de la recién fundada universidad politécnica Technion presionó para cambiar la lengua de las clases del alemán al hebreo. Empezaron a boicotear obras de teatro, discursos y periódicos en yidis, recurriendo a veces a la violencia física. A los nuevos inmigrantes asquenazíes les impusieron una prohibición no escrita de usar el yidis en público más allá de los primeros dos años en Palestina. Asquenazíes sionistas como David Grün / Ben-Gurión cambiaron sus apellidos alemanes o eslavos a nombres hebreos y declararon al yidis "lengua extranjera" a erradicar.
Con la proclamación de la independencia de Israel en 1948, el hebreo fue declarado lengua oficial del nuevo estado. El yidis siguió siendo postergado aunque las restricciones legales anti-yidis fueron levantadas a lo largo de la década siguiente. Su uso pervivió entre la comunidad jasídica ultra-ortodoxa, así como entre árabes palestinos que habían aprendido la lengua para comunicarse con sus vecinos judíos europeos.
Tanto en Tel Aviv como en Europa se ha renovado el interés por el yidis, incluyendo entre personas no judías como el grupo holandés Die Goyim, es decir, "Los No Judíos", que canta en yidis y ejecuta también melodías klezmer. 
Tanto el yidis oriental como el yidis occidental son lenguas habladas en Israel, poseyendo allí estatus educativo institucionalizado.[cita requerida]

### En Estados Unidos
El yidis sigue vivo en Estados Unidos gracias a diarios como The Jewish Daily Forward, periódico publicado en Nueva York y que, si bien ya hoy presenta sus páginas en inglés, mantiene suplementos –y también versión de Internet– en yidis. Fundado en 1897 por Abraham Cahan, ayudó a la expansión de la cultura que portaban los judíos de la Europa central y del Este en aquellos años de fuerte migración hacia los Estados Unidos.
El yidis ha ejercido cierta influencia sobre el inglés de los Estados Unidos.Hay varias palabras y expresiones yidis que usan frecuentemente los judíos estadounidenses, sobre todo los más mayores, cuando están hablando inglés. A veces estas palabras y expresiones se utilizan para imprimir un efecto cómico en el habla. Por ejemplo, la expresión oy vey (אוי װײ, literalmente "ay, [qué] dolor", y empleada con el significado de "¡ay de mí!") se usa cuando la persona está estresada o sorprendida o cuando escucha algo que le hace mal (equivale a decir "ay, Dios mío" en español). Igualmente se utiliza nosh, que significa "comer". Por el contrario, palabras tales como shikse (שיקסע), que significa joven no judía y, ocasionalmente, empleada doméstica, han caído en desuso.

### En la Unión Soviética
En los años 1920 las autoridades soviéticas favorecieron al yidis frente al hebreo. El yidis fue declarado lengua cooficial de la Bielorrusia soviética, junto al bielorruso, el ruso y el polaco; así como de algunos territorios de la actual Ucrania. En 1934 se creó un territorio autónomo judío en el Lejano Oriente ruso, que adoptó el yidis como lengua oficial.
Sin embargo, el uso del yidis declinó en las décadas siguientes, por la competencia del ruso y porque los invasores nazis y grupos antisemitas locales exterminaron a la mayor parte de los hablantes de yidis de la Unión Soviética durante la Segunda Guerra Mundial. Las últimas escuelas en yidis cerraron en los años 1950.

## Véase también

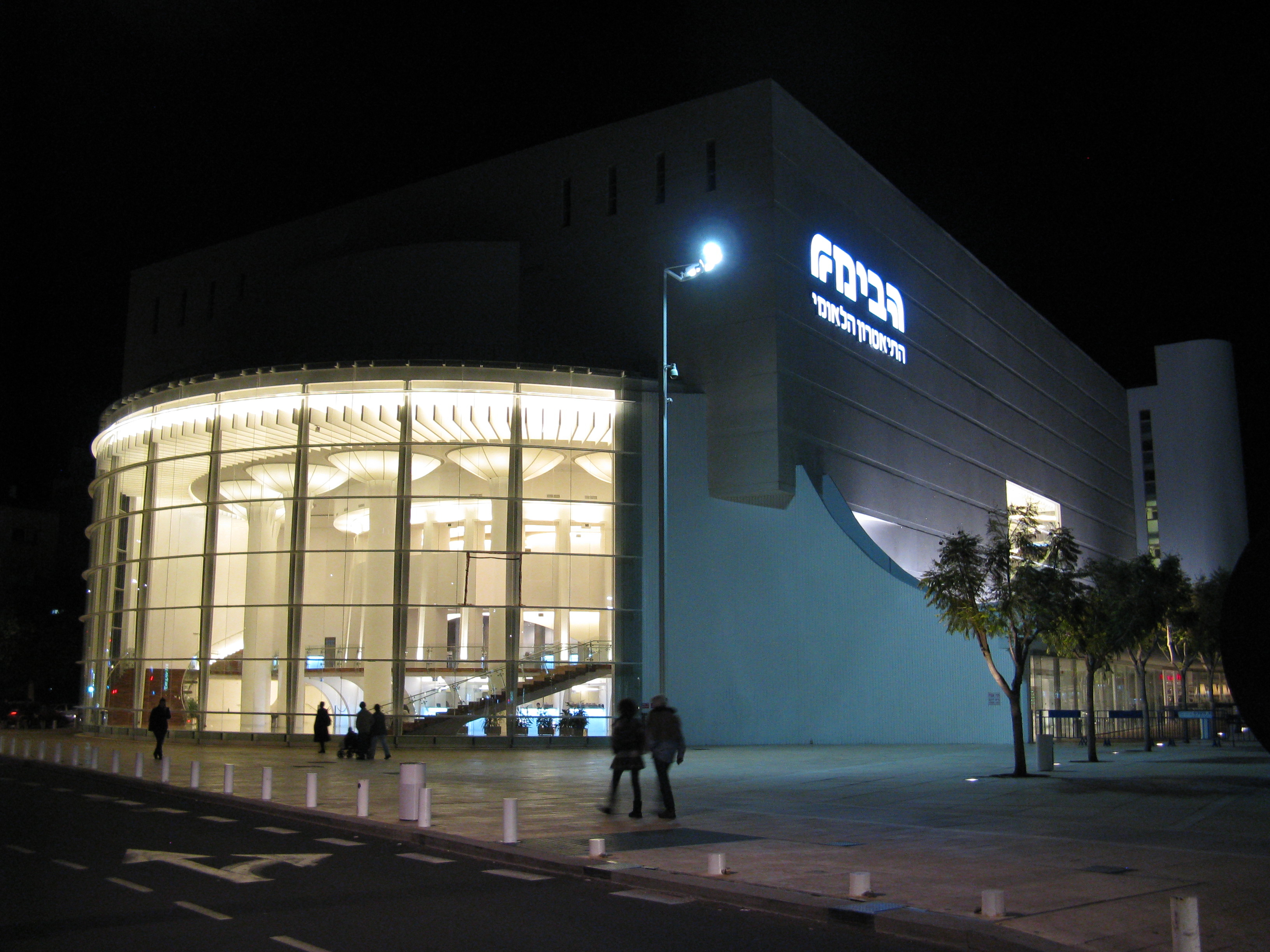
Teatro Nacional Habima, Tel Aviv